# Llista d'illots de Catalunya
Relació d'illots litorals i del riu Ebre de Catalunya agrupats per comarca i ordenats de nord a sud:
- Alt Empordà:
  - Illa Grossa
  - Illa Petita
  - Illa de Portaló
  - ses Faralles
    - sa Faralla de Fora
    - sa Faralla de Terra

  - Esculls des Pla de Tudela
  - Illa de Culleró
  - s'Encalladora
  - Massa d'Or
  - Illes de Cala Sardina
  - Illa del Caralló
  - Illes d'en Forcat
  - Sa Farnera
  - Illa de Portlligat
  - Illa Messina
  - s'Arenella
  - es Cucurucuc
  - es Cucurucuc de sa Cebolla
  - Illa Mallorca
  - Illes Mòniques
  - Roca del Cargol
  - Illa de Caramany

- Baix Empordà:
  - Illes Medes
    - el Medellot
    - Meda Gran
    - Meda Petita
    - les Ferrenelles
    - Tascó Gros
    - Tascó Petit
    - Carall Bernat

  - Illa de la Pedrosa
  - Illots de Cala Ferriol
  - Illa Negra
  - Illa Blanca
  - s'Illa Roja
  - Illes de Cap de Planes
  - Illes Formigues
  - Belladona Grossa
  - Illot de sa Conca
  - Freu Gran de la Punta d'en Pau
  - Illot de Llevant
  - Illa des Freu
  - S'Adolitx
  - Illots de ses Mongetes

- Selva
  - Illa des Palomar
  - Ses Illetes
  - l'Illa
  - Illa des Bot

- Baix Camp
  - Illot del Torn

- Ribera d'Ebre
  - Illa de Queloi
  - Illa de Maurício
  - Illa del Galatxo
  - Illa de Subarrec
  - Illa del Vado del vapor o de Xano

- Baix Ebre
  - l'Illot
  - Illa del Nap
  - Illa de Cateura
  - Illa d'Audí
  - Illa de Vinallop
  - Illa de Sant Antoni
  - Illa de Gràcia

- Montsià
  - Illa de Buda
  - Illa de Sapinya